# Carla Cimatoribus
Carla Cimatoribus (* um 1977 in Spilimbergo, Italien) ist eine italienisch-deutsche Ingenieurin, Hochschullehrerin und Fachautorin.

## Leben
Carla Cimatoribus besuchte von 1992 bis 1997 das naturwissenschaftliche Gymnasium Liceo Scientifico Statale Giovanni Marinelli in Udine und schloss ihre Schulzeit mit dem Abitur ab. Von 1997 bis 2003 studierte sie Chemische Verfahrenstechnik an der Universität Padua in Italien. Mit einem europäischen Marie-Curie-Stipendium kam sie 2004 an die Universität Stuttgart. Dort promovierte sie als Stipendiatin des Bundesministeriums für Bildung und Forschung zum Thema Simulation and nonlinear control of anaerobic digestion (Simulation und Regelung von Bioabfallvergärungsanlagen) zur Doktoringenieurin.
Im Jahr 2008 wechselte Carla Cimatoribus in die Industrie, wo sie im technischen Vertrieb der Anlagenbaufirma Hager + Elsässer für Wasser- und Abwassertechnologien tätig war. Dort betreute sie Projekte von der Planung über die Kalkulation bis zur Inbetriebnahme. 2012 kehrte sie an die Universität Stuttgart zurück, wo sie an der Fakultät für Bau- und Umweltingenieurwissenschaften ein Forschungsprojekt zur Rückgewinnung von Phosphor aus Klärschlammaschen leitete. In dieser Zeit hielt sie Vorlesungen im Bereich Abfalltechnik. Ihre Lehrkompetenzen vertiefte sie mit dem Baden-Württemberg-Zertifikat für Hochschuldidaktik. Sie ist Alumna der Robert Bosch Stiftung GmbH und engagiert sich für die Förderung von Frauen in Wissenschaft und Technik.
Zum Wintersemester 2014/15 wurde Carla Cimatoribus als Professorin für das Lehrgebiet Umwelttechnik in der Fakultät Gebäude – Energie – Umwelt an die Hochschule Esslingen berufen. Sie vertritt die Fächer Wasserversorgung, Abwasser- und Abfalltechnik sowie Umweltmanagement und Altlastensanierung. Ihre internationale Erfahrung bringt sie in die Tätigkeit als Auslandsbeauftragte der Fakultät sowie in die Vorlesung Technisches Englisch ein. Zudem ist sie Leiterin des Nachhaltigkeitszentrums und des Umweltausschusses sowie Nachhaltigkeits- und Umweltmanagementbeauftragte der Hochschule Esslingen.
Carla Cimatoribus spricht fünf Sprachen: Italienisch, Englisch, Deutsch, Französisch und Portugiesisch.

## Werke (Auswahl)
- Trockenfermentation in Boxenfermentern. Substratmischung und Gasausbeute. In: Wasser und Abfall, Ausgabe 9/2007, September 2007.
- Simulation and nonlinear control of anaerobic digestion. Forschungs- und Entwicklungsinstitut für Industrie- und Siedlungswasserwirtschaft sowie Abfallwirtschaft (Hrsg.). Stuttgart 2009, ISBN 978-3-8356-3191-5.
- A New Thermo-Chemical Approach for the Recovery of Phosphorus from Sewage Sludge. In: Waste Management, Band 3, Oktober 2012.
- Anthropogenic Trace Compounds (ATCs) in aquatic habitats – Research needs on sources, fate, detection and toxicity to ensure timely elimination strategies and risk management. In: Environment International, Band 79, Juni 2015.
- Electronic nose performance optimization for continuous odour monitoring in ambient air. Proceedings of the 15th International Conference on Environmental Science and Technology. Rhodes, Greece 2017, ISBN 978-960-7475-53-4.
- Proactive Approach for Odour Emissions Characterization in Wastewater Treatment Plant by H2odour System. In: Chemical Engineering Transactions, Band 85, Mai 2021.
- Wie können Universitäten und Hochschulen zur Erreichung der SDG-Ziele beitragen? Möglichkeiten – Monitoring – Reporting. In: Zeitschrift für Hochschulentwicklung, Jg. 18, Nr. 4, Dezember 2023.
- Einführung in die Kreislaufwirtschaft. Planung – Recht – Verfahren. Springer Vieweg. Wiesbaden 2024, ISBN 978-3-658-41710-9.